# نگین صدق‌گویا
نگین صدق‌گویا (زادهٔ ۸ اسفند ۱۳۴۹) بازیگر اهل ایران است. او فعالیت خود را با فیلم تیک تاک (۱۳۷۱) شروع کرد. بیشتر شهرت او برای بازی در مجموعه تلویزیونی به کجا چنین شتابان (۱۳۸۹) می‌باشد.

## زندگی
نگین صدق گویا خواهر شیرین بینا (بازیگر) می‌باشد. او فارغ‌التحصیل رشته اقتصاد نظری در دانشگاه الزهرا است. او فعالیت هنری خود را از سال ۱۳۷۲ با فیلم تیک تاک (محمدعلی طالبی) شروع کرد.
وی تا کنون در فیلمهای تیک تاک، خلبان، زن امروز، عبور از خط سرخ، بی‌قرار، انتخاب، رأی باز، واکنش پنجم، خواستگار محترم، ابراهیم خلیل ا…، مانا و زمانی برای دوست داشتن، نقش آفرینی کرده است و فیلم سینمایی «زمانی برای دوست داشتن» ابراهیم فروزش و «مانا» رزازی فر را در نوبت اکران دارد البته هر ۲ فیلم در جشنواره فیلم فجر سال گذشته به نمایش درآمد و چند فیلم تلویزیونی هم در نوبت پخش دارد.

## فیلم‌شناسی

### سینما
| سال  | نام فیلم              | کارگردان          |
| ---- | --------------------- | ----------------- |
| ۱۳۹۹ | گافتاب                | نوید اسماعیلی     |
| ۱۳۸۷ | دعوت                  | ابراهیم حاتمی‌کیا  |
| ۱۳۸۷ | مانا                  | علیرضا رزازی‌فر    |
| ۱۳۸۶ | زمانی برای دوست داشتن | ابراهیم فروزش     |
| ۱۳۸۵ | خواستگار محترم        | داوود موثقی       |
| ۱۳۸۴ | ابراهیم خلیل‌الله      | محمدرضا ورزی      |
| ۱۳۸۴ | کاغذ دیواری زرد       | رامین لباسچی      |
| ۱۳۸۳ | انتخاب                | تورج منصوری       |
| ۱۳۸۱ | رأی باز               | مهدی نوربخش       |
| ۱۳۸۱ | واکنش پنجم            | تهمینه میلانی     |
| ۱۳۷۶ | خلبان                 | جمال شورجه        |
| ۱۳۷۵ | زن امروز              | مجید قاری‌زاده     |
| ۱۳۷۴ | عاشق فقیر             | حسینعلی لیالستانی |
| ۱۳۷۴ | عبور از خط سرخ        | جمال شورجه        |
| ۱۳۷۳ | بی‌قرار                | مجید قاری‌زاده     |
| ۱۳۷۱ | تیک تاک               | محمدعلی طالبی     |

### تلویزیون
| سال  | نام مجموعه            | کارگردان             | شبکه       |
| ---- | --------------------- | -------------------- | ---------- |
| ۱۴۰۱ | تمام رخ               | محمود معظمی          | شبکه ۳     |
| ۱۴۰۱ | از سرنوشت (فصل ۴)     | محمدرضا خردمندان     | شبکه ۲     |
| ۱۳۹۴ | ساعت صفر              | سعید سلطانی          | شبکه ۳     |
| ۱۳۹۰ | لبه آتش               | جواد افشار           | شبکه ۱     |
| ۱۳۸۸ | به کجا چنین شتابان    | ابوالقاسم طالبی      | شبکه تهران |
| ۱۳۸۷ | بهشت و بهار           | جمشید بیات‌ترک        | شبکه ۱     |
| ۱۳۸۵ | شکر تلخ               | احمد کاوری           | شبکه ۲     |
| ۱۳۸۴ | و خداوند عشق را آفرید | مسعود شاه‌محمدی       | شبکه ۳     |
| ۱۳۸۳ | شبی از شب‌ها           | رضا کریمی            | شبکه ۳     |
| ۱۳۸۲ | آتش سرد               | سید ابراهیم جوادخانی | شبکه ۱     |
| ۱۳۸۰ | دیوار شیشه‌ای          | مهدی صباغ‌زاده        | شبکه ۲     |
| ۱۳۷۹ | همسفر                 | قاسم جعفری           | شبکه ۳     |
| ۱۳۷۸ | ایستگاه               | منوچهر عسگری‌نسب      | شبکه ۲     |
| ۱۳۷۶ | شن‌های کف رودخانه      | یوسف سیدمهدوی        | شبکه ۳     |

### شبکه نمایش خانگی
| سال  | نام مجموعه                   | کارگردان         | پلتفرم   |
| ---- | ---------------------------- | ---------------- | -------- |
| ۱۴۰۳ | عالیجناب (رئالیتی شو) (۱۴۰۳) | علیرضا کریم زاده | نما فیلم |